# 龐貝 (市鎮)
龐貝（義大利語：Pompei），是意大利那不勒斯省的一个市镇，為古城龐貝遺跡之所在地。总面积12.4平方公里，人口25757人，人口密度2077.2人/平方公里（2009年）。ISTAT代码为063058。